# Кіренськ
Кіренськ — місто у Росії, розташоване у місці злиття річок Кіренга та Лена, за 950 кілометрів на північ від Іркутська. Адміністративний центр Кіренського району та Кіренського міського округу Іркутської області. Населення станом на 2021 рік — 10 998 осіб. Засноване як Микільський цвинтар у 1630 році.

## Історія
Кіренськ — найстаріше з існуючих нині міст Іркутської області. Засноване 1630 року як Микільський цвинтар козачим загоном під проводом десятника Василя Бугра. У 1663 році на цьому місці засновано Усть-Кіренську пустинь. У 1665 році на місці цвинтаря було засновано Усть-Кіренський острог. У 1775 році острогу присвоєно статус міста з назвою Усть-Кіренськ.
Історичний герб Усть-Кіренська був затверджений 13 березня 1777 року імператрицею Катериною II разом з іншими гербами міст Іркутської губернії. У 1785 році воєводську канцелярію з Ілімська перенесено до Кіренська, у зв'язку з чим останній набув статусу повітового міста.
У 1928 році в Іркутській області утворено Кіренський район із центром у Кіренську. З 1942 до 1945 року в місті розташовувався 5-й перегінний авіаполк траси «Алсиб» Аляска — Сибір.
У XIX столітті сюди було насильно переселено велику кількість політичних в'язнів, серед яких Юзеф Пілсудський. Під час правління Сталіна тут був розташований пересильний табір ГУЛАГ. В'язні використовувалися на примусових роботах, зокрема при будівництві східно-сибірської залізниці.
У 1991 році в підвалі колишньої будівлі НКВС було виявлено понад вісімдесят тіл. Місцева прокуратура повідомляла, що всіх їх було вбито в один день в травні—червні 1938 року за вироком трійки НКВС за звинуваченням «в активній участі в діяльності контрреволюційної, білогвардійської повстанської організації», яка нібито існувала на території області. У 2006 році в Кіренську під час будівельних робіт недалеко від колишньої будівлі НКВС, на березі річки Кіренги, було виявлено ще одне масове поховання, прокуратура проводила дослідчу перевірку.
Під час будівництва Байкало-Амурської магістралі вантажі відправляли вгору по Кірензі до Магістрального. У 1970-х роках в одному з гирл Кіренги (спочатку це місце було островом) було побудовано греблю, щоб зменшити повені і затори льоду. У 2001 році в місті сталася велика повінь.

## Клімат
| Клімат Кіренська         | Клімат Кіренська | Клімат Кіренська | Клімат Кіренська | Клімат Кіренська | Клімат Кіренська | Клімат Кіренська | Клімат Кіренська | Клімат Кіренська | Клімат Кіренська | Клімат Кіренська | Клімат Кіренська | Клімат Кіренська | Клімат Кіренська |
| Показник                 | Січ.             | Лют.             | Бер.             | Квіт.            | Трав.            | Черв.            | Лип.             | Серп.            | Вер.             | Жовт.            | Лист.            | Груд.            | Рік              |
| Абсолютний максимум, °C  | 1,4              | 7,0              | 16,1             | 24,4             | 32,2             | 36,8             | 36,6             | 36,5             | 29,3             | 24,0             | 8,9              | 4,1              | 36,8             |
| Середній максимум, °C    | −21              | −14,8            | −3,6             | 5,5              | 15,4             | 22,8             | 25,2             | 22,0             | 12,9             | 2,6              | −10,5            | −19,4            | 3,1              |
| Середня температура, °C  | −26,6            | −22,3            | −12,7            | −1,4             | 7,8              | 15,3             | 18,3             | 15,1             | 6,7              | −2,1             | −15,5            | −24,5            | −3,5             |
| Середній мінімум, °C     | −32,2            | −29,1            | −21              | −8               | 0,9              | 7,8              | 12,2             | 9,5              | 2,3              | −6               | 20,5             | −29,7            | −9,4             |
| Абсолютний мінімум, °C   | −57,8            | −56,2            | −47,7            | −36,8            | −13              | −3,8             | 0,4              | −5,3             | −10,8            | −37,6            | −49,6            | −57              | −57,8            |
| Норма опадів, мм         | 19               | 14               | 11               | 14               | 32               | 52               | 67               | 60               | 42               | 32               | 28               | 26               | 397              |
| ------------------------ | ---------------- | ---------------- | ---------------- | ---------------- | ---------------- | ---------------- | ---------------- | ---------------- | ---------------- | ---------------- | ---------------- | ---------------- | ---------------- |
| Джерело: Погода и климат |                  |                  |                  |                  |                  |                  |                  |                  |                  |                  |                  |                  |                  |

## Відомі уродженці
- Даніель Бройдо (1903 — 1990) — комп'ютерний інженер[7].
- Юр'єв Флоріан Ілліч (1929 — 2021) — педагог, художник, архітектор, композитор, кольорист, майстер-художник скрипкових музичних інструментів, поет, заслужений працівник культури України.